# Gumnjani
Gumnjani (en serbe cyrillique : Гумњани) est un village de Bosnie-Herzégovine. Il est situé dans la municipalité de Kostajnica et dans la république serbe de Bosnie. Selon les premiers résultats du recensement bosnien de 2013, il compte 41 habitants.

## Démographie

### Évolution historique de la population dans la localité
| 1948 | 1953 | 1961 | 1971 | 1981 | 1991 | 2013 |
| ---- | ---- | ---- | ---- | ---- | ---- | ---- |
| 181  | 154  | 171  | 128  | 90   | 51,  | 41   |

|  |